# A1 Srbija
A1 Srbija (dawniej Vip mobile d.o.o.) – serbski operator telefonii komórkowej z siedzibą w Belgradzie. Stanowi część grupy A1 Telekom Austria.
Przedsiębiorstwo zostało założone w 2006 roku.